# Gymnoscelis crassata
Gymnoscelis crassata là một loài bướm đêm trong họ Geometridae.